# Thymaris clotho
Thymaris clotho är en stekelart som beskrevs av Morley 1913. Thymaris clotho ingår i släktet Thymaris och familjen brokparasitsteklar. Inga underarter finns listade i Catalogue of Life.